# Siphonogorgia chalmersae
Siphonogorgia chalmersae är en korallart som beskrevs av Verseveldt 1966. Siphonogorgia chalmersae ingår i släktet Siphonogorgia och familjen Nidaliidae. Inga underarter finns listade i Catalogue of Life.